# CU Волопаса
CU Волопаса (лат. CU Boötis) — одиночная переменная звезда* в созвездии Волопаса на расстоянии приблизительно 11856 световых лет (около 3635 парсеков) от Солнца. Видимая звёздная величина звезды — от +13,3m до +13m.

## Характеристики
CU Волопаса — белая пульсирующая переменная звезда типа RR Лиры (RRC:) спектрального класса A. Эффективная температура — около 8375 K.